# Nadezhda Sojanskaia
Nadezhda Stepánovna Sojanskaia (del ruso: Надежда Степановна Соханская); 1 de marzojul./ 13 de marzo de 1823greg. – 15 de diciembre de 1884), también conocida por su pseudónimo literario Kojanóvskaia (en ruso: Кохановская), fue una escritora de cuentos cortos y autobiógrafa rusa que escribía sobre Ucrania.

## Biografía
Sojanskaia nació en la gobernación de Kursk en 1823. Su padre era un capitán del ejército que falleció cuando ella era pequeña. Asistió a un colegio internado desde los once a los diecisiete años, siendo una alumna distinguida. Cuando regresó a casa se encontró a su familia en la indigencia. No consiguió encontrar trabajo acorde a sus ambiciones y sólo la religión le proporcionaba esperanza.
Sojanskaia aún leía y escribía cuentos cortos que presentaba de cara a ser publicados. Envió copias al crítico literario Piotr Pletniov, que había editado la revista El Contemporáneo. Él le aconsejó escribir sobre su propia vida. Esto le sirvió para mejorar su estilo, y durante la década de 1850 publicó muchas historias sobre la vida local. Estas historias estaban ambientadas en el área en la que vivía en Ucrania, e incluían la cultura e historia local. Continuó escribiendo toda su vida, y su Autobiografía fue publicada en 1896 tras su muerte en la gobernación de Járkov en 1884.